# Bullockia
Bullockia is een monotypisch geslacht van straalvinnige vissen uit de familie van de parasitaire meervallen (Trichomycteridae).

## Soort
- Bullockia maldonadoi (Eigenmann, 1920)